# Il caso Collini (romanzo)
Il caso Collini (Der Fall Collini) è un romanzo di Ferdinand von Schirach del 2011.

## Al cinema
Nel 2019 è stato girato il film omonimo, con la regia di Marco Kreuzpaintner. Tra gli interpreti: Elyas M'Barek, Alexandra Maria Lara, Heiner Lauterbach, Manfred Zapatka, Jannis Niewöhner, Franco Nero.

## Edizioni in italiano
- Ferdinand von Schirach, Il caso Collini: romanzo, traduzione di Irene Abigail Piccinini, Longanesi, Milano 2012
- Ferdinand von Schirach, Il caso Collini: romanzo, traduzione di Irene Abigail Piccinini, Tea, Milano 2013